# Bayburt

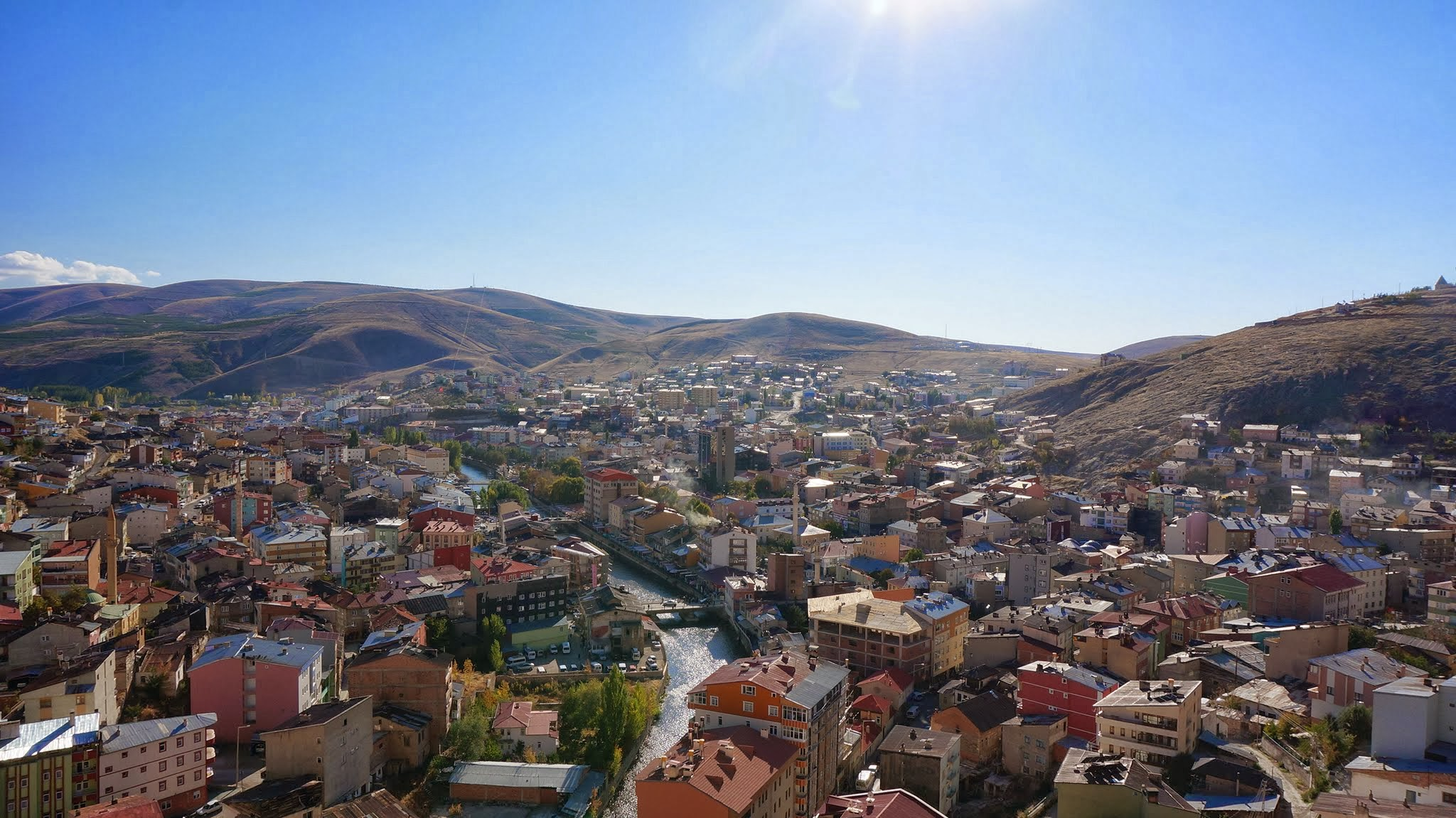
Bayburt

Bayburt är en stad i nordöstra Turkiet och ligger vid floden Çoruh. Den är provinshuvudstad i provinsen Bayburt och hade 35 654 invånare i slutet av 2011.
Namnet "Bayburt" kommer från den armeniska ändelsen "-pert" eller "-Bert", som betyder "fort". Bayburt var en gång ett viktigt centrum för den antika sidenvägen. Grundandet av staden uppskattas till cirka 100 f.Kr., medan det historiska fortet har anor från 2000 f.Kr..